# 고재민
고재민(1991년 6월 11일 ~ )는 대한민국의 축구 선수로, 포지션은 수비수이다.